# Roman Nadolski
Roman Bogdan Nadolski (ur. 1 listopada 1940 w Równie, zm. 5 czerwca 2023) – polski inżynier, profesor nauk technicznych, były prorektor Politechniki Świętokrzyskiej (1980–1984 i 1993–1999).

## Życiorys
W 1964 ukończył studia na Wydziale Elektrycznym Politechniki Warszawskiej. Stopnie doktora i doktora habilitowanego uzyskał na uczelni macierzystej kolejno w 1974 i 1980. Tytuł naukowy profesora nauk technicznych otrzymał 12 maja 1999. Jego zainteresowania naukowe obejmują m.in. maszyny elektryczne i mechatronikę. Jest autorem publikacji w anglojęzycznych czasopismach z listy filadelfijskiej.
W latach 1964–1966 zatrudniony był w Kieleckich Zakładach Wyrobów Metalowych Polmo-SHL, następnie zaś w przedsiębiorstwie Brown Boveri w Mannheim. W 1967 podjął pracę w Kielecko-Radomskiej Wyższej Szkole Inżynierskiej, przekształconej w 1974 w Politechnikę Świętokrzyską. Od 1980 do 1984 i w latach 1993–1999 był prorektorem PŚk, natomiast od 1999 do 2002 pełnił funkcję dziekana Wydziału Elektrotechniki, Automatyki i Informatyki. W latach 1990–2002 kierował Samodzielnym Zakładem Maszyn Elektrycznych, następnie objął kierownictwo m.in. Katedry Maszyn Elektrycznych i Systemów Mechatronicznych.
Pracował nadto w Zakładzie Maszyn Elektrycznych Politechniki Wiedeńskiej (1973–1974). Od 1978 do 1979 związany był z Politechniką Charkowską i Politechniką Leningradzką oraz Zakładami Budowy Turbogeneratorów Elektrrotiażmasz i Elektrosiła. W latach 1985–1990 był profesorem na Uniwersytecie Houari Boumediene w Algierze.
W wyborach do Parlamentu Europejskiego w 2004 bez powodzenia ubiegał się o mandat eurodeputowanego z listy Socjaldemokracji Polskiej.
W 2002, za wybitne zasługi w pracy naukowej i dydaktycznej, został odznaczony Krzyżem Oficerskim Orderu Odrodzenia Polski. Wcześniej otrzymał również Krzyż Kawalerski OOP (1984) oraz Złoty Krzyż Zasługi (1977).
Pochowany na cmentarzu Bródnowskim w Warszawie (kwatera 12G-5-8).